# Tennen-hegység
A Tennen-hegység (németül: Tennengebirge) hegycsoport Ausztria Salzburg tartományának Sankt Johann im Pongau járásban. Legmagasabb pontja a 2430 méter magas Raucheck. A hegység lábainál található Werfen település és annak középkori erődje, a Hohenwerfen. Igen látványos hegység, a tájból 1463 méterrel emelkedik ki.

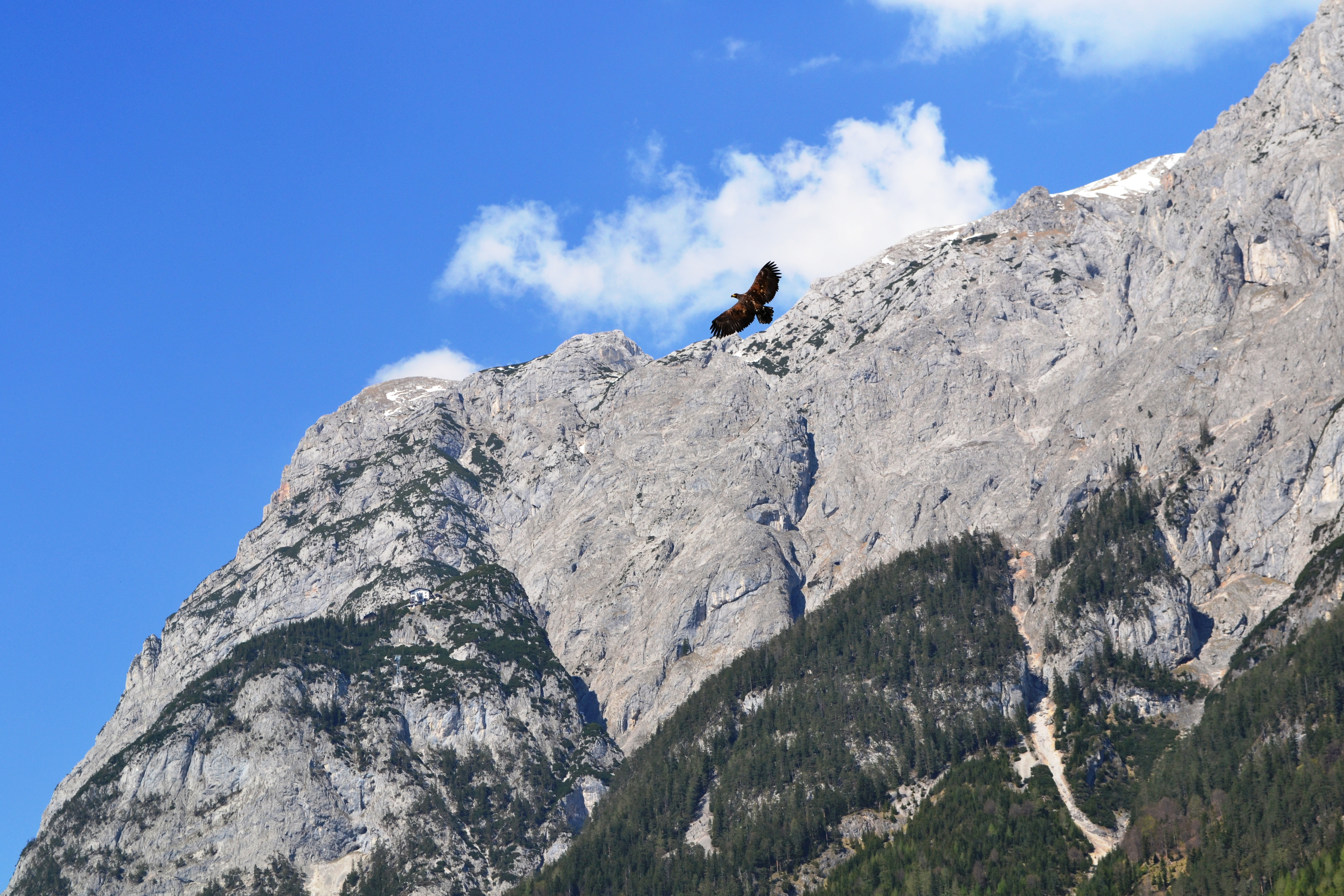
Sas a Tennen-hegységben, a Hohenwerfen erődből nézve

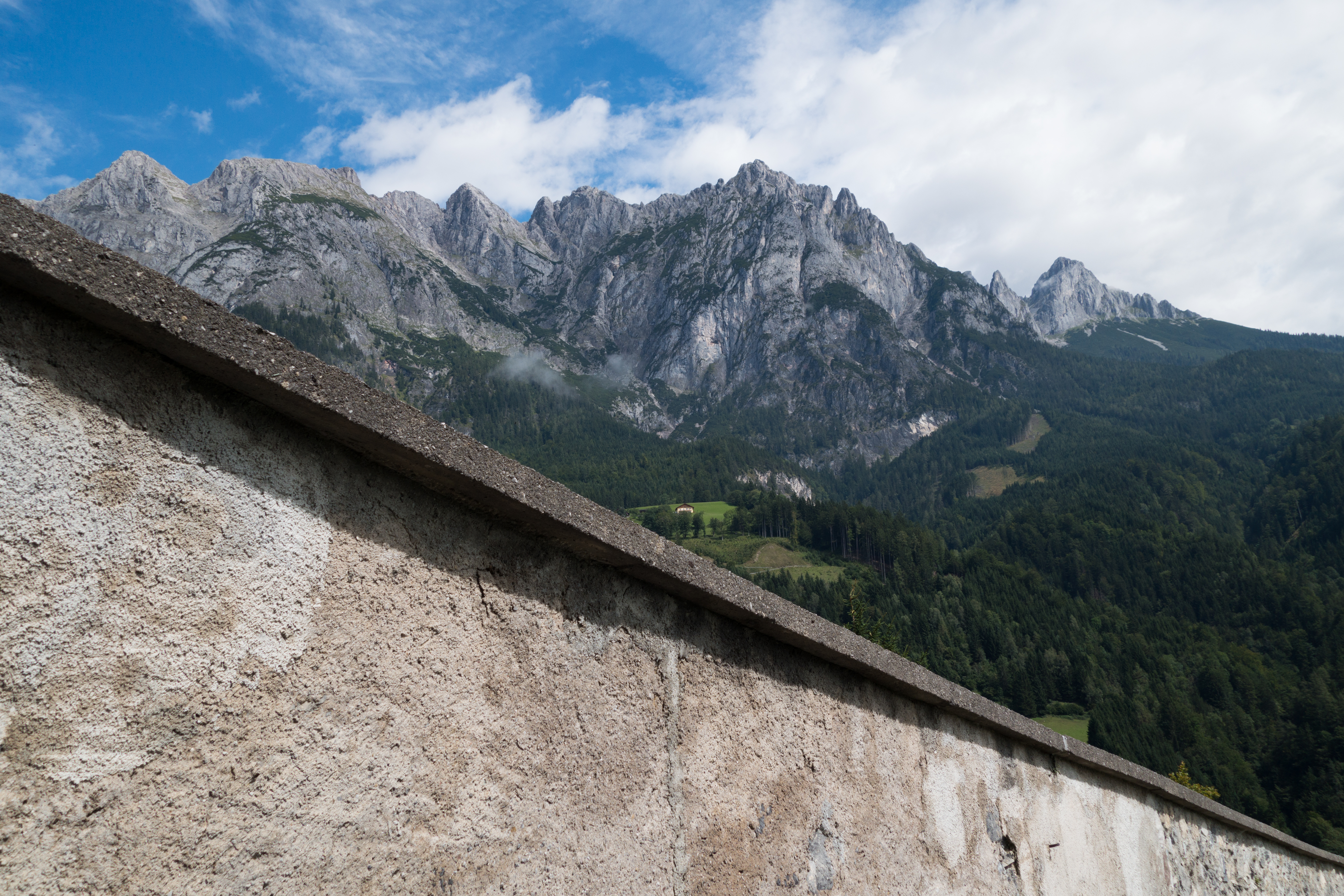
Tennen hegység a Hohenwerfen falaival